# Dakshin Dinajpur
Dakshin Dinajpur (Zuid-Dinajpur) is een district van de Indiase staat West-Bengalen. Het district telt 1.502.647 inwoners (2001) en heeft een oppervlakte van 2183 km².
Dakshin Dinajpur is slechts een deel van het historische gebied Dinajpur, dat tot 1947 deel uitmaakte van de provincie Bengalen in Brits-Indië. Bij de onafhankelijkheid van India en Pakistan werd Dinajpur in tweeën gesplitst: het westelijke gedeelte werd een district binnen de Indiase deelstaat West-Bengalen, terwijl het oostelijke deel onderdeel werd van het toenmalige Oost-Bengalen (het huidige Bangladesh). In 1992 werd West Dinajpur opgesplitst in twee afzonderlijke districten: het noordelijke Uttar Dinajpur en het zuidoostelijke Dakshin Dinajpur.
Hoofdstad: Calcutta (Kolkata)
Districten:
Divisie Bardhaman: Birbhum · Hooghly · Paschim Bardhaman · Purba Bardhaman
Divisie Jalpaiguri: Alipurduar · Cooch Behar · Darjeeling · Jalpaiguri · Kalimpong
Divisie Malda: Dakshin Dinajpur · Malda · Murshidabad · Uttar Dinajpur
Divisie Medinipur: Bankura · Jhargram · Paschim Medinipur · Purba Medinipur · Purulia
Presidency divisie: Calcutta · Dakshin 24 Parganas · Haora · Nadia · Uttar 24 Parganas